# Pardosa sodalis
Pardosa sodalis là một loài nhện trong họ Lycosidae.
Loài này thuộc chi Pardosa. Pardosa sodalis được Herman Theodor Holm miêu tả năm 1970.